# Karavan (film)
Pour les articles homonymes, voir Karavan.
Pour plus de détails, voir Fiche technique et Distribution.
Karavan est un road movie dramatique italo-slovaquo-tchèque réalisé par Zuzana Špidlová, sorti en 2025.

## Synopsis
Une mère épuisée entreprend un voyage en Italie avec son fils trisomique.

## Fiche technique
- Titre original tchèque : Karavan[1],[2]
- Réalisation : Zuzana Špidlová
- Scénario : Zuzana Špidlová , Tomáš Bojar
- Photographie : Dušan Husár, Denisa Buranová
- Montage : Adam Brotánek
- Musique : Aid Kid, Viera Marinová
- Décors : Erika Aversa, Anezka Straková
- Production : Jakub Viktorín, Dagmar Sedláčková, Carlo Cresto-Dina, Ilaria Malagutti
- Sociétés de production : MasterFilm, Nutprodukcia, Tempesta
- Format : couleurs
- Pays de production :  Tchéquie -  Slovaquie -  Italie
- Langue originale : tchèque
- Genre : road movie dramatique
- Durée : 100 minutes
- Dates de sortie : 
  - France : 22 mai 2025 (Festival de Cannes 2025)

## Distribution
- Jana Plodková (cs) : Petra
- Giandomenico Cupaiulo : Tommaso
- Anna Geislerová : Ester
- David Vostrčil : David
- Juliana Brutovská-Oľhová : Zuza
- Mario Russo (it) : Marco

## Production
Le film est annoncé en 2019. La scénariste et réalisatrice Zuzana Špidlová  s'est inspirée pour le film de ses propres expériences en tant que mère d'un enfant atteint de trisomie 21 et d'autisme,. Le tournage s'est déroulé au cours de l'année 2023. Le film est tourné pendant cinq semaines à Reggio de Calabre, plus précisément à Melito di Porto Salvo, Bova, Bova Marina, Palizzi, Condofuri, Montebello Ionico, Roghudi, San Lorenzo, Brancaleone, et Locri. Le tournage a également lieu près de Bologne et dans le kraï de Moravie-du-Sud en Tchéquie,.

## Distinctions

### Sélection
- Festival de Cannes 2025 : Un Certain Regard